# Sistema MNS
Il sistema MNS (a volte definito come sistema MN e/o sistema Ss) è uno dei 38 sistemi di gruppi sanguigni umani, basato su due geni (glicoforina A e glicoforina B) sul cromosoma 4. Attualmente si contano 46 antigeni nel sistema, di cui i cinque più importanti sono chiamati M, N, S, s, ed U.
Il sistema può essere pensato come due gruppi separati: gli antigeni M e N sono in una posizione sulla matrice extracellulare e S, s ed U sono in una posizione strettamente correlata. I due gruppi sono molto vicini tra loro sul cromosoma 4 e sono ereditati come aplotipo.